# Myrsine rivularis
Espèce
Synonymes
- Rapanea rivularis Mez[1]

Statut de conservation UICN

 VU D2 : Vulnérable
Myrsine rivularis est une espèce de plantes à fleurs de la famille des Primulaceae.

## Publication originale
- Novon 2(4): 406. 1992.